# Гирмај Ефрем
Гирмај Ефрем (швед. Ghirmai Efrem, амх. ጉርማይ ኤፍሬም; Хелсингборг, 4. април 1996) еритрејски је пливач чија специјалност су спринтерске трке слободним и леђним стилом. 

## Спортска каријера
Ефем је рођен у шведском граду Хелсингборгу, у породици еритрејских емиграната. Након завршене средње школе у родном граду одлази у Гетеборг где уписује студије поморства. Пливање је почео да тренира још као дечак, наступајући на локалним и националним првенствима за млађе узрасне категорије. Након сениорског првенства Шведске 2016. напушта пливање и посвећује се студирању.
Почетком 2019. враћа се пливачким тренинзима и одлучује се да наступа за родну зенмљу својих родитеља, Еритреју. Заједно са Данијелом Кристијаном, еритрејским пливачем из Данске, представља ту афричку државу на њеном дебију на светским првенствима у воденим спортовима. На светском првенству у корејском Квангџуу 2019, првом великом такмичењу у каријери на коме је учествовао, такмичио се у квалификацијама на 50 леђно (56. место) и 50 слободно (71. место). 